# ویستاوکا (شهرستان کوتلاسکی، استان آرخانگلسک)
ویستاوکا (به لاتین: Vystavka) یک منطقهٔ مسکونی در روسیه است که در استان آرخانگلسک واقع شده‌است.